# پلسا
پلسا (به آلمانی: Plessa) یک شهر در آلمان است که در البه-الشتر واقع شده‌است. پلسا ۳٬۱۵۳ نفر جمعیت دارد.

## خواهرخوانده
شهر نورفنایش خواهرخواندهٔ پلسا هست.